# Aleksander Tõnisson

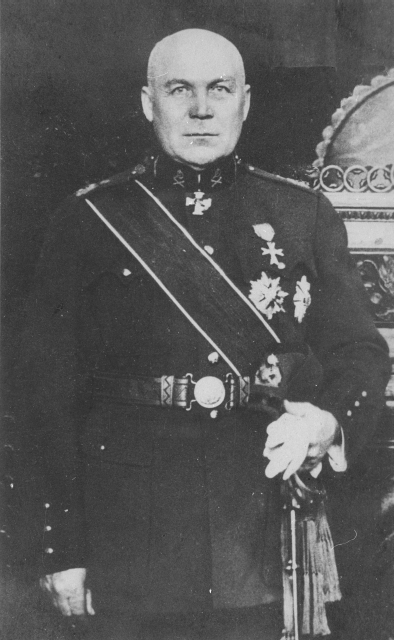
Aleksander Tõnisson

Aleksander Tõnisson (* 5. Apriljul. / 17. April 1875greg. in Pööra bei Puurmani; † 30. Juni 1941 in Tallinn) war ein estnischer Militär und Politiker.

## Leben

### Frühe Jahre
Aleksander Tõnisson wurde als Sohn von Jaan (1836–1896) und Triin Tõnisson (geb. Sei; 1840–1921) geboren. Die Familie war kinderreich. Er besuchte die Grundschule in Saduküla und die Stadtschule von Põltsamaa. 
1896 trat er als Freiwilliger in die zaristische Armee ein. Er schloss 1899 seine zweijährige Ausbildung an der Militärakademie in Vilnius ab. Bis 1917 diente er im russischen Militär. Er nahm unter anderem am Russisch-Japanischen Krieg und am Ersten Weltkrieg teil. 1917 war Tõnisson maßgeblich an der Aufstellung ethnisch-homogener estnischer Verbände beteiligt. Er nahm an Kämpfen bei Riga, auf der Insel Muhu sowie in der Gegend von Haapsalu teil. Im Herbst 1917 wurde er von den Bolschewiki verhaftet, nach Petrograd verbracht und dort zum Tode verurteilt. Tõnisson konnte jedoch vor der Vollstreckung nach Finnland fliehen.

### Militär
Während der deutschen Besetzung Estlands 1918 lebte er in Finnland im Untergrund. Im Herbst kehrte er in seine Heimat zurück. Während des Estnischen Freiheitskrieges von 1918 bis 1920 kämpfte er gegen Sowjetrussland. Ende 1918 wurde er von der Regierung zum Generalmajor befördert. Ab Dezember 1919 war er estnischer Befehlshaber an der Nordost-Front und konnte mehrere militärische Erfolge erzielen. Im Februar 1920 wurde ihm die höchste Stufe des Freiheitskreuzes verliehen.
In der jungen estnischen Republik blieb der parteilose Tõnisson aufgrund seiner Popularität und seiner militärischen Erfahrungen eine der einflussreichsten Persönlichkeiten aus den Kreisen des Militärs. Von Juli bis Oktober 1920 war er Verteidigungsminister in der Koalitionsregierung von Regierungschef Jaan Tõnisson (keine Verwandtschaft). Dasselbe Amt hatte er im anschließenden kurzlebigen Kabinett Birk inne. Anschließend bekleidete er hochrangige Posten im estnischen Militär. Von November 1932 bis Juli 1933 berief ihn Regierungschef Konstantin Päts erneut als Kriegsminister in seine Regierung. Von 1927 bis 1933 war Tõnisson außerdem Vorsitzender des Zentralrats der estnischen Offiziere. Zwischen 1927 und 1930 veröffentlichte er in zwei Bänden seine Memoiren.

### Politik
1934 nahm Tõnisson Abschied vom Militär. Er blieb ein Vertrauter von Staats- und Regierungschef Konstantin Päts, der im März 1934 in einem unblutigen Staatsstreich mit Hilfe des Militärs die Macht an sich gerissen hatte. Von 1934 bis 1939 bekleidete Tõnisson das Amt des Bürgermeisters der zweitgrößten estnischen Stadt Tartu. Er war eines der führenden Mitglieder der patriotischen Massenorganisation Vaterlandsunion (Isamaaliit).
1937 wurde er in die Verfassungsgebende Versammlung (Rahvuskogu) berufen, die ein neues Grundgesetz ausarbeiten sollte, das am 1. Januar 1938 in Kraft trat. Er war einer der Vizepräsidenten der Konstituante.
Bei der Parlamentswahl von 1938 verlor er allerdings seinen Wahlkreis gegen den oppositionellen Politiker und früheren Regierungschef Jaan Tõnisson. Aleksander Tõnisson wurde daraufhin von Präsident Konstantin Päts zum Mitglied der zweiten Parlamentskammer (Riiginõukogu) bestimmt, deren Mitglieder durch das Staatsoberhaupt ernannt werden. 1939 wurde Tõnisson als Nachfolger von Jaan Soots Oberbürgermeister der estnischen Hauptstadt Tallinn.

### Verhaftung und Tod
Mit der sowjetischen Besetzung Estlands wurde Aleksander Tõnisson vom NKWD verhaftet und im Sommer des folgenden Jahres im Patarei-Gefängnis von Tallinn hingerichtet. Sein Grab ist unbekannt.

### Privates
Aleksander Tõnisson war seit 1919 mit Selma-Leontine Tõnisson (geb. Hinno, 1892–1981) verheiratet. Das Paar hatte drei Kinder. 1941 wurden seine Frau und sein jüngster Sohn Leo (* 1922) in die Oblast Kirow deportiert.